# Acraea albisubapex
Acraea albisubapex är en fjärilsart som beskrevs av Stoneham 1943. Acraea albisubapex ingår i släktet Acraea och familjen praktfjärilar. Inga underarter finns listade i Catalogue of Life.